# Bratovski Vrh
Bratovski Vrh is een plaats in de gemeente Klanjec in de Kroatische provincie Krapina-Zagorje. De plaats telt 69 inwoners (2001).